# David Klech
David Klech (Walnut Creek, Kalifornia, 1988. április 29. –) amerikai többpróbázó, 2017 óta a UC Santa Cruz Banana Slugs férfiatlétika-vezetőedzője.

## Sportolóként

### Középiskola
Középiskolásként a sportág egyik legjobbja volt, szinte minden versenyszámban az élen állt. A Marrákesben megrendezett 2005-ös ifjúsági világbajnokságon 400 méter gátfutás számban bronzérmet szerzett, de miután az aranyérmes Abdulagadir Idrisst doppingvádak miatt kizárták, ezüstérmet kapott.
Utolsó, 2006-os évében a California High School sportolójaként az Arcadia Invitationalen 300 méter gátfutásban 35,45 eredménnyel országos rekordot állított fel, a Stanford Invitationalen 400 méter gátfutásban 50,35-ös eredményt ért el. A CIF California State Meeten 300 méter gátfutásban első lett, valamint magasugrásban eredménye 7,25 méter volt.
2005–2006-ban ő kapta a Gatorade év középiskolai atlétája díját.

### UCLA Bruins
Gólyaévében, 2006–2007-ben a UCLA-re járt, ahol a UCLA Bruins atlétikacsapatának tagja volt. Sérülései miatt szabadtéri eseményeken csak háromszor vett részt, eredményei pedig rosszabbak voltak, mint középiskolásként. 2007 júniusában a csapatból távozott, a következő tanévet pedig az Oregoni Egyetemen kezdte meg. Azért, hogy tovább a csapat tagja maradhasson (az NCAA négy szezont enged), a 2007–2008-as tanévben nem versenyzett.

### Oregon Ducks
2009 és 2011 között főképp hétpróba és 400 m gátfutás számokban versenyzett. 2011-ben tízpróbázni kezdett; a szabadtéri versenyen tízpróbában tizenhatodik, hétpróbában pedig hatodik lett. 2009-ben, 2010-ben és 2011-ben is több számban elnyerte az All-America elismerést.
3,96-os átlaggal 2011-ben szerezte pszichológia szakos alap- és mesterdiplomáját, 2013-ban pedig oktatási vezetői mesterdiplomáját.

### Legjobb eredményei
A 2012-es országos fedett pályás bajnokságon hétpróba számban 5809 ponttal második lett, ezzel együtt ezer méteren 2:30,64 időeredményével rekordot állított fel.

## Edzőként
2017 óta a UC Santa Cruz Banana Slugs férfiatlétika-vezetőedzője.
Diplomaszerzését követően három éven át az Oregon Ducks önkéntes helyettes atlétikaedzője, 2014 és 2017 között pedig az Acalanes Középiskola edzője volt.

## Fordítás
- Ez a szócikk részben vagy egészben  a   David Klech című angol Wikipédia-szócikk ezen változatának fordításán alapul.  Az eredeti cikk szerkesztőit annak laptörténete sorolja fel. Ez a jelzés csupán a megfogalmazás eredetét és a szerzői jogokat jelzi, nem szolgál a cikkben szereplő információk forrásmegjelöléseként.